# Enigma (манга)
Enigma (яп. エニグマ Энигума) — манга, написанная и проиллюстрированная Кэндзи Сакаки. Она публиковалась в еженедельном журнале Weekly Shonen Jump с сентября 2010 по октябрь 2011 года. Главы собраны в 7 танкобонов.

## Сюжет
Сумио Хайба — ученик старшей школы в Токио, обладающий интересной способностью. Он может внезапно заснуть и проснуться от видения будущего, записанного в его «Дневнике снов». Благодаря этой способности Сумио помогает людям избегать бед, до их наступления, пока однажды, его мирная жизнь полностью разрушается. Он вынужден участвовать в электронном тесте, эксперименте, изобретенном и управляемом существом по имени "Энигма". Помимо него еще 6 человек вынуждены участвовать в электронном тесте; все со сверхъестественными способностями.

## Медиа

### Манга

#### Список томов
| №  | Дата публикации    | ISBN                   |
| -- | ------------------ | ---------------------- |
| 01 | 29 декабря 2010 г. | ISBN 978-4-08-870168-4 |
| 02 | 4 марта 2011 г.    | ISBN 978-4-08-870196-7 |
| 03 | 3 июня 2011 г.     | ISBN 978-4-08-870238-4 |
| 04 | 4 августа 2011 г.  | ISBN 978-4-08-870276-6 |
| 05 | 4 октября 2011 г.  | ISBN 978-4-08-870297-1 |
| 06 | 2 декабря 2011 г.  | ISBN 978-4-08-870297-1 |
| 07 | 3 февраля 2012 г.  | ISBN 978-4-08-870297-1 |

## Прием
Том 1 получил 29-е место в рейтинге комиксов Oricon за 30 мая–5 июня 2011 года. Тома 3 и 4 получили 19-е место в рейтинге комиксов Oricon за 3-9 октября 2011 года и 1-7 августа 2011 года соответственно. Седьмой, и последний, том получил 30-е место в рейтинге комиксов Oricon за период с 30 января по 5 февраля 2012 года.